# Offerstenen (naturreservat)
Offerstenen är ett naturreservat i  Skövde och Falköpings kommuner i Västra Götalands län.
Området är naturskyddat sedan 2017 och är 33 hektar stort. Reservatet omfattar nedre delen av sydostsluttningen av Billingen ner mot en Hallavadsbäcken och Söakullsmossen. Reservatet består av granskog med litet inslag av tall.